# Torbiera delle Viote
Torbiera delle Viote este o arie protejată (arie specială de conservare — SAC, sit de importanță comunitară — SCI) din Italia întinsă pe o suprafață de 24 ha, integral pe uscat.

## Localizare
Centrul sitului Torbiera delle Viote este situat la coordonatele 46°01′07″N 11°02′34″E / 46.018611°N 11.042778°E.

## Înființare
Situl Torbiera delle Viote a fost declarat sit de importanță comunitară în iunie 1995 pentru a proteja 14 specii de animale. Situl a fost protejat și ca arie specială de conservare în martie 2014.

## Biodiversitate
Situată în ecoregiunea alpină, aria protejată conține 4 habitate naturale: Lacuri și iazuri distrofice naturale, Mlaștini turboase de tranziție și turbării mișcătoare, Formațiuni ierboase bogate în specii de Nardus, dezvoltate pe substraturi silicioase în zone montane (și în zone submontane, în Europa continentală), Turbării active.
La baza desemnării sitului se află mai multe specii protejate de  păsări (14): minunița (Aegolius funereus), fâsă de pădure (Anthus trivialis), ciuf-de-pădure (Asio otus), presură de grădină (Emberiza hortulana), șoimul rândunelelor (Falco subbuteo), muscar negru (Ficedula hypoleuca), ciuvică (Glaucidium passerinum), capîntortură (Jynx torquilla), sfrâncioc roșiatic (Lanius collurio), codobatura galbenă (Motacilla flava), alunar (Nucifraga caryocatactes), pietrar sur (Oenanthe oenanthe), mărăcinar (Saxicola rubetra), silvie-mică (Sylvia curruca)
Pe lângă speciile protejate, pe teritoriul sitului au mai fost identificate 18 specii de plante, 1 specie de păsări, 3 specii de amfibieni, 2 specii de mamifere, 2 specii de reptile.